# Chavornay (Svizzera)
Chavornay (toponimo francese) è un comune svizzero di 4 306 abitanti del Canton Vaud, nel distretto del Jura-Nord vaudois.

## Storia
Nel 2017 Chavornay ha inglobato i comuni soppressi di Corcelles-sur-Chavornay ed Essert-Pittet.

### Simboli
verde, attraversante.»

## Monumenti e luoghi d'interesse

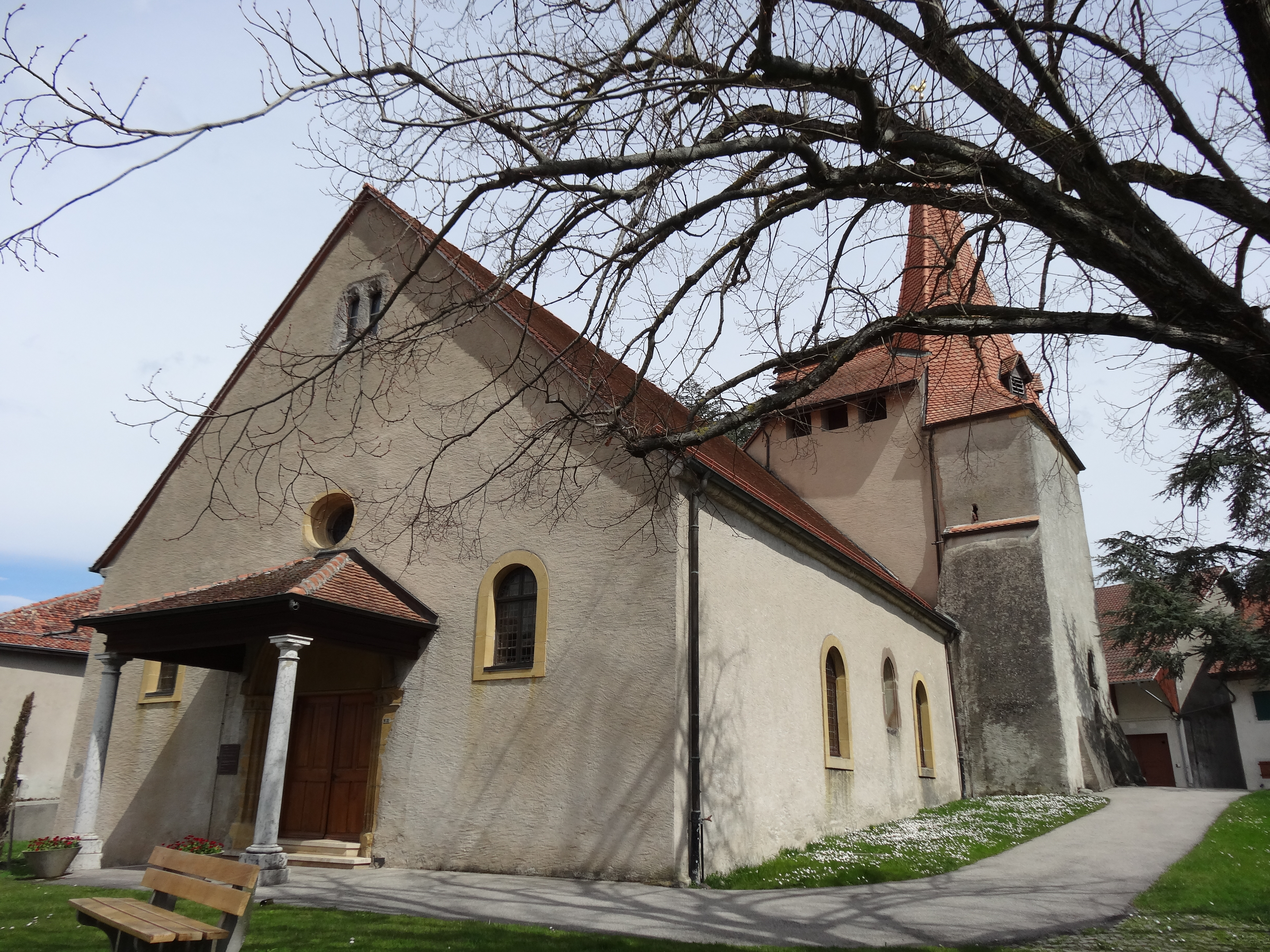
La chiesa di San Marcello

- Chiesa riformata di San Marcello, attestata dal XII secolo e ricostruita nel 1648[1].

## Società

### Evoluzione demografica
L'evoluzione demografica è riportata nella seguente tabella:
Abitanti censiti

## Infrastrutture e trasporti

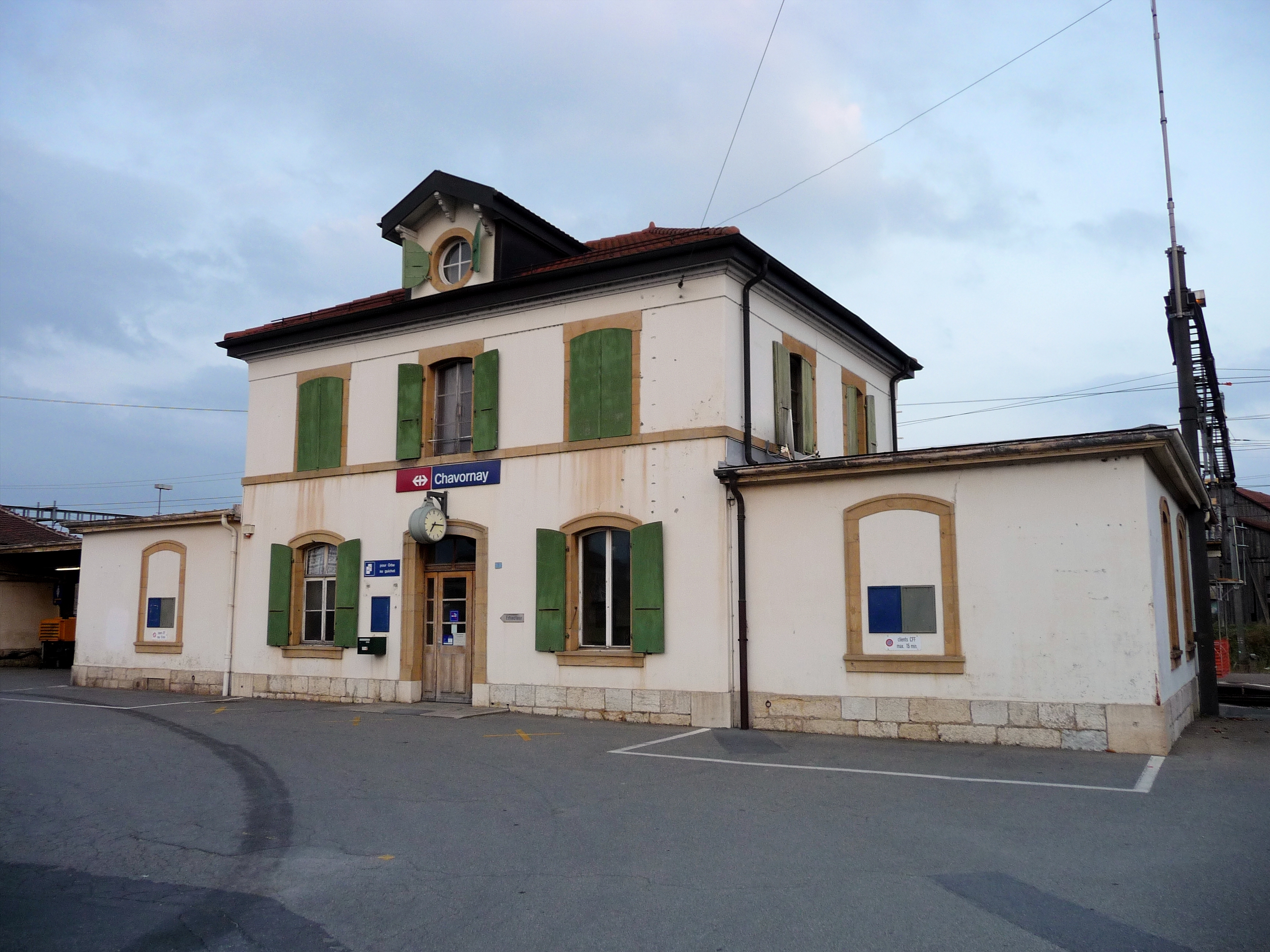
La stazione di Chavornay

Chavornay è servito dalla stazione di Chavornay, capolinea della ferrovia Orbe-Chavornay e lungo la ferrovia Losanna-Olten, e da quella di Essert-Pittet, sulla ferrovia Losanna-Olten.

## Amministrazione
Ogni famiglia originaria del luogo fa parte del cosiddetto comune patriziale e ha la responsabilità della manutenzione di ogni bene ricadente all'interno dei confini del comune.